# 胡同

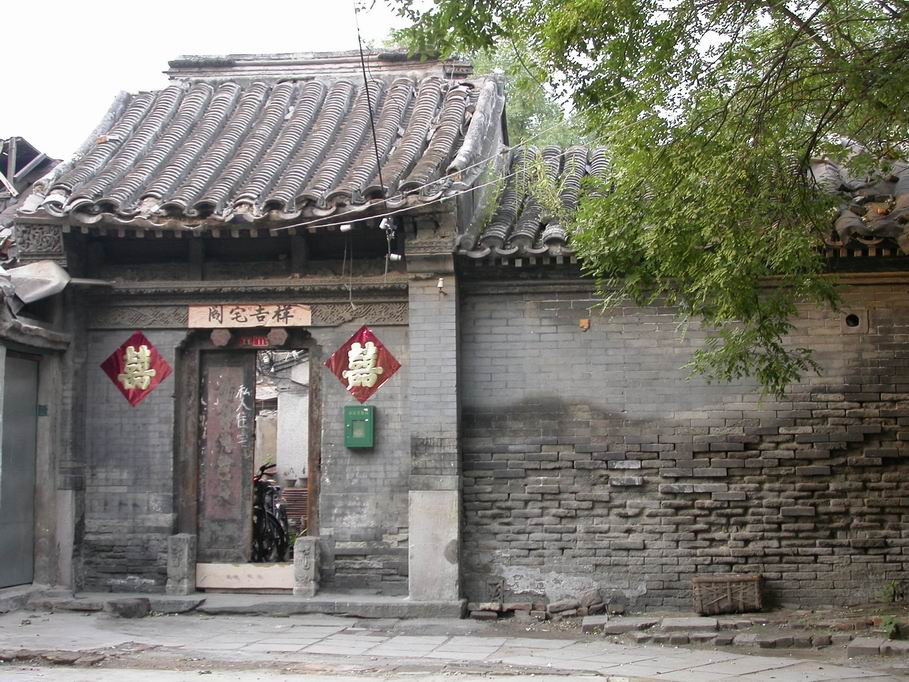
四合院の表門と胡同

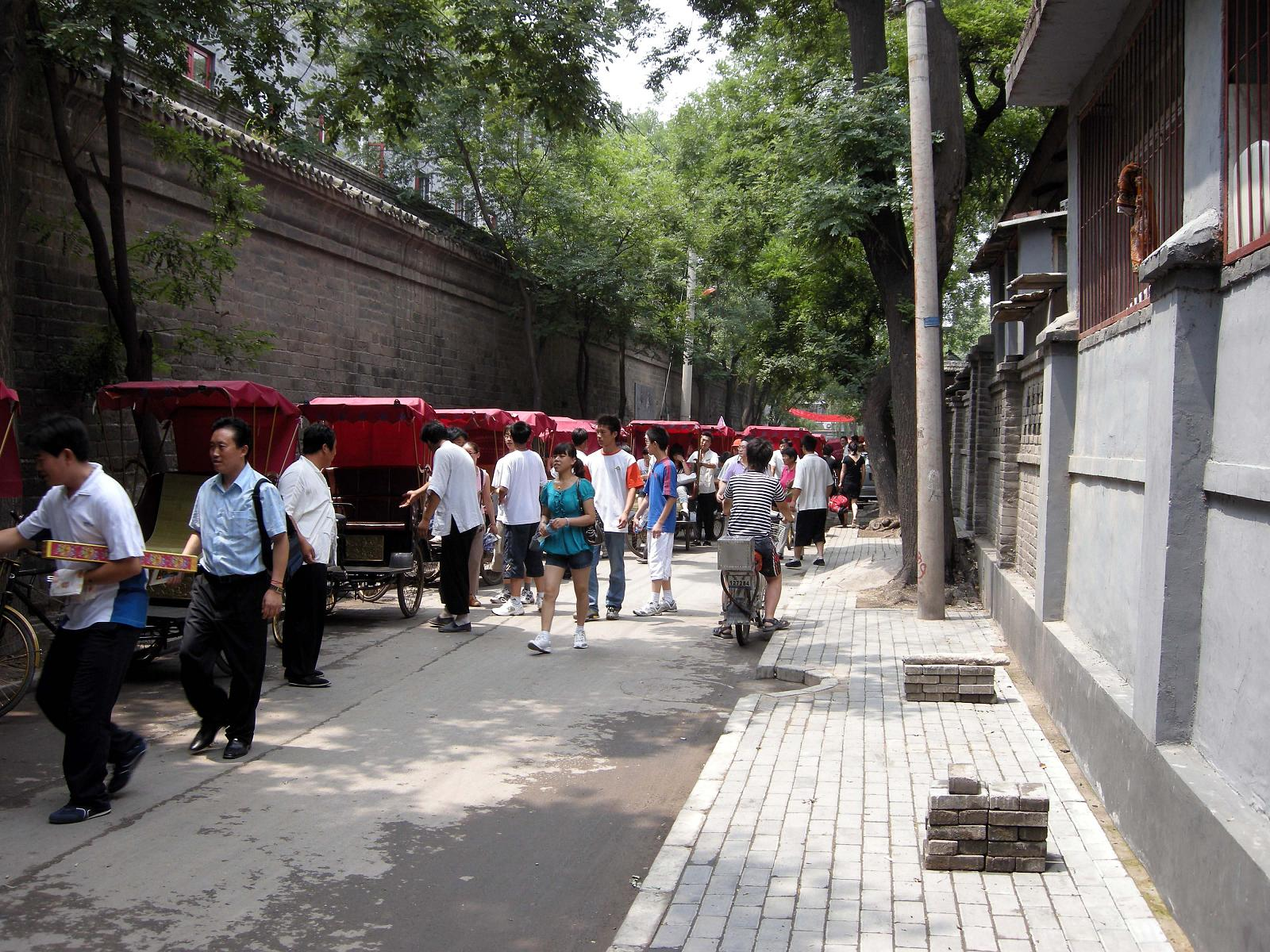
胡同ツアーの三輪車

衚衕（こどう、簡体字: 胡同; 繁体字: 衚衕）またはフートン（ピンイン: hútòng）とは、主に中華人民共和国の首都北京市の旧城内を中心に点在する細い路地のこと。元統治時代の名残である。
なお、北京語の伝統的な略字、および中国語の簡体字では「胡同」と書き、これに倣って日本語でも「胡同」と書いて済ませることも多い。
伝統的家屋建築である四合院が多くこの胡同に面し、古き良き北京の面影をしのばせる。

## 起源
モンゴル語で井戸を意味する“xuttuk”の音訳が呼称の起源とされるが、諸説ある。

## 歴史
1267年から現在の北京に建設が始まった元朝の都大都の道路建設に関する規定では、幅二十四歩(約37.2m)を大街、十二歩(約18.6m)を小街、六歩(約9.3m)を胡同としている。
のちに明朝三代皇帝永楽帝が南京からこの地に都を移した際、大都を基礎として北京城を形成したが、城内のほとんどの道路は大都からそのまま継承した。
しかし明代以降道路建設に関する規定はほぼ無くなり、不規則な路地が多数出現した。十二代嘉靖帝の時代に、北京城の南側に補強する形で外城の建設が始まって以降はさらにその数を増やしていった。
清朝の頃には2076、1949年の統計では6,000以上存在したとされている。

## 現状
古くからの北京の街並みを留めていることから、近年は観光スポットとして内外の観光客から人気を集めている。自転車タクシー（輪タク）での胡同めぐりが、新たな観光手段として注目を浴びている。旧市街（旧城内）の北部や外城部を中心に、いまでも多くの胡同が残っている。例えば、繁華街王府井や西単あたりでも、一歩裏通りに入ると胡同が残されている。そのような地区では共同トイレを持ち回りで清掃する人や、台所のない家の住民向けの安価な食事場所である「小吃」（軽食堂）などが見られ、胡同に住む庶民の生活が垣間見られる。胡同の家の多くは各住居にトイレを持たず（台所を持たない家も多い）、そのために胡同ごとに共同管理のトイレを設置しているが不便なことは否めず（胡同の共同トイレは、北京の主な観光地ではほぼ絶滅したと言われる壁なしトイレが多い）、近年の中華人民共和国の経済発展や2008年の北京オリンピック開催に伴う都市整備や再開発で、保存地区とされる一部を除き改築や取り壊しが行われている。
旧城壁内の路地に特有の名称ではあるが、旧城外の路地にも胡同の名の付いた路地は多数存在する。旧城外の路地は「街」「巷」「条」という名が多い。